# No. 1 of the Secret Service
No. 1 of the Secret Service es una película de 1977 protagonizada por Nicky Henson como el agente secreto británico Charles Bind. Fue dirigida y escrita por Lindsay Shonteff y producida por su esposa Elizabeth Gray. La película tenía el título provisional de 008 of the Secret Service. Fue lanzada en VHS bajo el título Her Majesty's Top Gun.

## Argumento
El excéntrico Arthur Loveday cree hacer su parte por la paz mundial haciendo asesinar a influyentes financieros. Con las fuerzas del orden normales impotentes para evitar sus muertes, el Gobierno de Su Majestad envía a su principal agente, Charles Bind, que tiene licencia para matar.
Loveday logra sus hazañas a través de una organización de mercenarios llamada K.R.A.S.H. (Killing, Rape, Arson, Slaughter, and Hit; «Asesinato, Violación, Incendio, Masacre y Golpe»). Bind los enfrenta con su par de revólveres .357 Magnum Smith & Wesson Modelo 66 y una ametralladora Browning M2 calibre .50.

## Reparto
- Nicky Henson como Nº 1 / Charles Bind.
- Richard Todd como Arthur Loveday.
- Aimi MacDonald como Anna Hudson.
- Geoffrey Keen como Rockwell.
- Dudley Sutton como Líder de K.R.A.S.H..
- Sue Lloyd como Hermana Jane.
- Jon Pertwee como Rev. Walter Braithwaite.
- Milton Reid como Eye Patch.
- Jennifer Baker como Chica de Loveday.
- Susan Baker como Chica de Loveday.
- Fiona Curzon como Chica de bar.
- Jenny Till como Chica Vampiro.
- Katya Wyeth como Señorita Martin.
- Oliver MacGreevy como Simms.

## Producción
En 1965, el director canadiense Lindsay Shonteff dirigió y coescribió Licensed to Kill, una película británica de bajo presupuesto que imita/parodia a James Bond. Producida por James Ward, fue protagonizada por Tom Adams como Charles Vine, básicamente imitando a Sean Connery como James Bond. Con la popularidad de la moda de las películas de espías en la década de 1960, el productor estadounidense Joseph E. Levine eligió la película para distribuirla en Estados Unidos y en todo el mundo. Retituló la película The Second Best Secret Agent in the Whole Wide World y agregó una nueva canción principal cantada por Sammy Davis Jr..
El éxito internacional de la película llevó al productor Ward y Tom Adams a repetir a Charles Vine en dos secuelas; Where the Bullets Fly (1966) dirigida por John Gilling y presentada por Levine, y la película de 1967 hecha en España O.K. Yevtushenko, que languideció en una bóveda hasta su lanzamiento a mediados de la década de 1970. Shonteff no tuvo nada que ver con esas películas.
Con la continua popularidad de las películas de James Bond a mediados de la década de 1970, ahora protagonizadas por Roger Moore, se hablaba de Sean Connery retomando su papel de 007 en la planeada James Bond of the Secret Service y el retraso en la producción de La espía que me amó de Eon Productions. Shonteff pensó que podía volver al campo de la imitación de James Bond con su propia película. El título original de 008 of the Secret Service fue reemplazado por el de No. 1 of the Secret Service.
Quizás para evitar problemas de derechos con el productor James Ward, Shonteff reemplazó el nombre de «Charles Vine» por «Charles Bind», que también era el nombre de uno de los personajes de Carry On Spying (1964). Bind fue interpretado por un imitador rubio de Roger Moore, Nicky Henson. El superior de Bind, Rockwell, similar al superior de Bond, M, que anteriormente fue interpretado por John Arnatt, ahora es interpretado por Geoffrey Keen, quien luego aparecería en varias películas de Bond como el ministro de Defensa Frederick Gray.
La producción de la película comenzó en octubre de 1976.

## Banda sonora
Simon Bell escribió e interpretó el tema principal «Givin 'It Plenty» que también se usó en la primera secuela Licencia para amar y matar y se reutilizó en Tintorera.

## Recepción
Alan Burton en Historical Dictionary of British Spy Fiction, que cita que «el ciclo de películas de espías comenzó a perder fuerza en la década de 1970», y menciona a No. 1 of the Secret Service y su secuela Licencia para amar y matar como «la película extraña [que] apareció en los horarios de cine», se refiere a ambas películas como «crudas parodias».

## Secuelas
Durante la producción de la película, se anunció una secuela titulada An Orchid for No. 1. La secuela no se lanzó hasta 1979 bajo el título Licencia para amar y matar con Gareth Hunt reemplazando a Nicky Henson, ya que había firmado con la Royal Shakespeare Company. Fue seguida por Number One Gun (1980), protagonizada por Michael Howe.